# Alain Laurent (hippisme)
Pour les articles homonymes, voir Alain Laurent (homonymie) et Laurent.
Alain Laurent, né le 6 février 1953, est une personnalité du monde des courses hippiques, notamment vainqueur de trois Prix de Cornulier. Il est jockey, driver, entraîneur et propriétaire de trotteurs.

## Biographie et carrière
Né le 6 février 1953 au sein d'une famille d'agriculteur, le jeune Alain Laurent se partage entre deux passions : l'aviation et les chevaux. Il effectue un stage à l'âge de 12 ans chez l'entraineur André Rouer pour lequel Didier Vimont, un ami de la famille, est jockey. Il y commence plus tard son apprentissage et gagne sa première course à Vincennes avec Super Gazelle.
Il progresse rapidement et devient en 1970 meilleur apprenti de France et passe professionnel sous ces couleurs.
Transféré au service de Gérard Mottier, il remporte en 1974, à l'âge de 20 ans, son premier Prix de Cornulier en selle sur Cette Histoire et s'adjuge deux fois l'Étrier d'or en 1973 et 1974. Il signe en mai 2000 sa 2000e victoire.

## Palmarès en classiques et groupesI

### Attelé
- Prix de Sélection 1991 (Vip Tilly), 1996 (Escartefigue)
- Critérium des 3 ans 1995 (Escartefigue)
- Prix Capucine 1996 (Forcing de Kacy)

### Monté
- Saint-Léger des Trotteurs 1972 (Diane de Beaulieu), 1973 (Érotica), 1988 (Traveller)
- Prix de Cornulier 1974 (Cette Histoire), 1983 (Kaprius), 1999 (Fripon Rose)
- Prix de Normandie 1980 (Jolenka)
- Prix du Président de la République 1982 (Mirande), 1983 (Narbon)
- Prix des Élites 1985 (Opprimé)
- Prix de Vincennes 1988 (Traveller)